# L'economista mascherato
L'economista mascherato (The Undercover Economist) è un saggio divulgativo scritto dall'economista britannico Tim Harford e pubblicato in prima edizione negli Stati Uniti nel 2005.

## Contenuto
Il libro costituisce un'introduzione ai principi dell'economia; vengono affrontati le interazioni fra domanda e offerta, il fallimento del mercato, le esternalità, la globalizzazione, il commercio internazionale e la teoria dei vantaggi comparati. Gli aspetti teorici vengono spiegati in termini divulgativi partendo da problemi quali il costo di una tazzina di caffè nei luoghi più frequentati, la difficoltà ad acquistare un'automobile usata a prezzi convenienti, l'inefficienza del sistema sanitario negli Stati Uniti d'America, gli ingorghi del traffico, il rapido invecchiamento del software del computer, e così via.

## Capitoli
1. Chi ha pagato il vostro caffè?
2. Cosa vi nascondono i supermercati?
3. Mercati perfetti e «mondo di verità»
4. Il traffico cittadino
5. Segreto di Stato
6. Follia razionale
7. Gli uomini che non conoscevano il valore di niente
8. Perché i paesi poveri sono poveri
9. Birra, patatine fritte e globalizzazione
10. Come ha fatto la Cina a diventare ricca

## Edizioni
- The Undercover Economist: Exposing Why the Rich are Rich, the Poor are Poor --and Why You can Never Buy a Decent Used Car!, New York: Little, Brown Book Group, 2005, ISBN 0-349-11985-6
- L'economista mascherato: l'insospettabile logica che fa muovere i soldi; traduzione in lingua italiana di Lucio Trevisan e Andrea Zucchetti, Milano: BUR, 2006, ISBN 88-17-01196-7, ISBN 978-88-17-01646-9